# Utilisation du feu par les Amérindiens dans les écosystèmes
Avant la colonisation européenne des Amériques, les peuples autochtones utilisaient des brûlages contrôlés pour modifier le paysage. Les incendies contrôlés faisaient partie des cycles environnementaux et du maintien des habitats fauniques qui soutinrent les cultures et les économies des peuples autochtones des Amériques. Ce qui était initialement perçu par les colons comme une nature sauvage « intacte et vierge » en Amérique du Nord fut en fait le résultat cumulatif de ces incendies occasionnels gérés, créant à travers l'Amérique du Nord, une mosaïque intentionnelle de prairies et de forêts soutenue et gérée  par les premiers peuples établis sur les terres ,,,,.
Une perturbation radicale des pratiques de brûlage autochtones se produisit avec la colonisation européenne et la réinstallation forcée de ceux qui avaient historiquement entretenu le paysage. Certains colons comprirent l'utilisation traditionnelle et les avantages potentiels des brûlis généralisées de faible intensité (feux de «type indien»), mais d'autres les craignirent et les supprimèrent. Dans les années 1880, la colonisation dévasta les populations autochtones et l'exclusion des incendies se généralisa. Au début du XXe siècle, la suppression des incendies était devenue la politique fédérale officielle des États-Unis. La compréhension de la gestion des terres avant la colonisation et des savoirs traditionnels détenus par les peuples autochtones qui l'ont pratiquée, fournit une base de connaissance importante pour le réengagement actuel dans le paysage, et est essentielle pour l'interprétation correcte de la base écologique de répartition de la végétation ,,,.

## Paysage modelé par l'homme
Des auteurs tels que William Henry Hudson, Longfellow, Francis Parkman et Thoreau ont contribué au mythe répandu  selon lequel l'Amérique du Nord précolombienne était une région sauvage vierge et naturelle,—« a world of barely perceptible human disturbance »— un monde de perturbations humaines à peine perceptibles . Au moment de ces écrits, cependant, d'énormes étendues de terre avaient déjà été autorisées à atteindre leur climax, en raison de la réduction des incendies anthropiques; après le dépeuplement des peuples autochtones en raison des épidémies de maladies (en)  introduites par les Européens au  XVIe siècle, aux délocalisations forcées et aux guerres. Avant l'arrivée des Européens, les Amérindiens avaient joué un rôle majeur dans la détermination de la diversité de leurs écosystèmes,.

« Le type changement environnemental le plus significatif de apporté par l'activité humaine précolombienne est la modification de la végétation. [...] La végétation a été principalement modifiée par le défrichement de la forêt et par le brûlage intentionnel. Les incendies naturels se sont certainement produits, mais leur fréquence et leur intensité variaient selon les habitats. Les feux anthropiques, pour lesquels il existe une abondante documentation, avaient tendance à être plus fréquents mais plus faibles, avec une saisonnalité différente de celle des feux naturels, et avaient donc un type d'influence différent sur la végétation. Le résultat des défrichements et des brûlis a été, dans de nombreuses régions, la conversion des forêts en prairies, en savanes, en broussailles, en forêts ouvertes et en forêts avec des clairières herbeuses. »

— William Maxfield Denevan,
Le feu était utilisé pour garder de vastes zones de forêt et de montagnes exemptes de sous-bois pour la chasse ou les trajets, ou pour créer des parcelles propices à la croissance des baies,,.

## Prairies et savanes

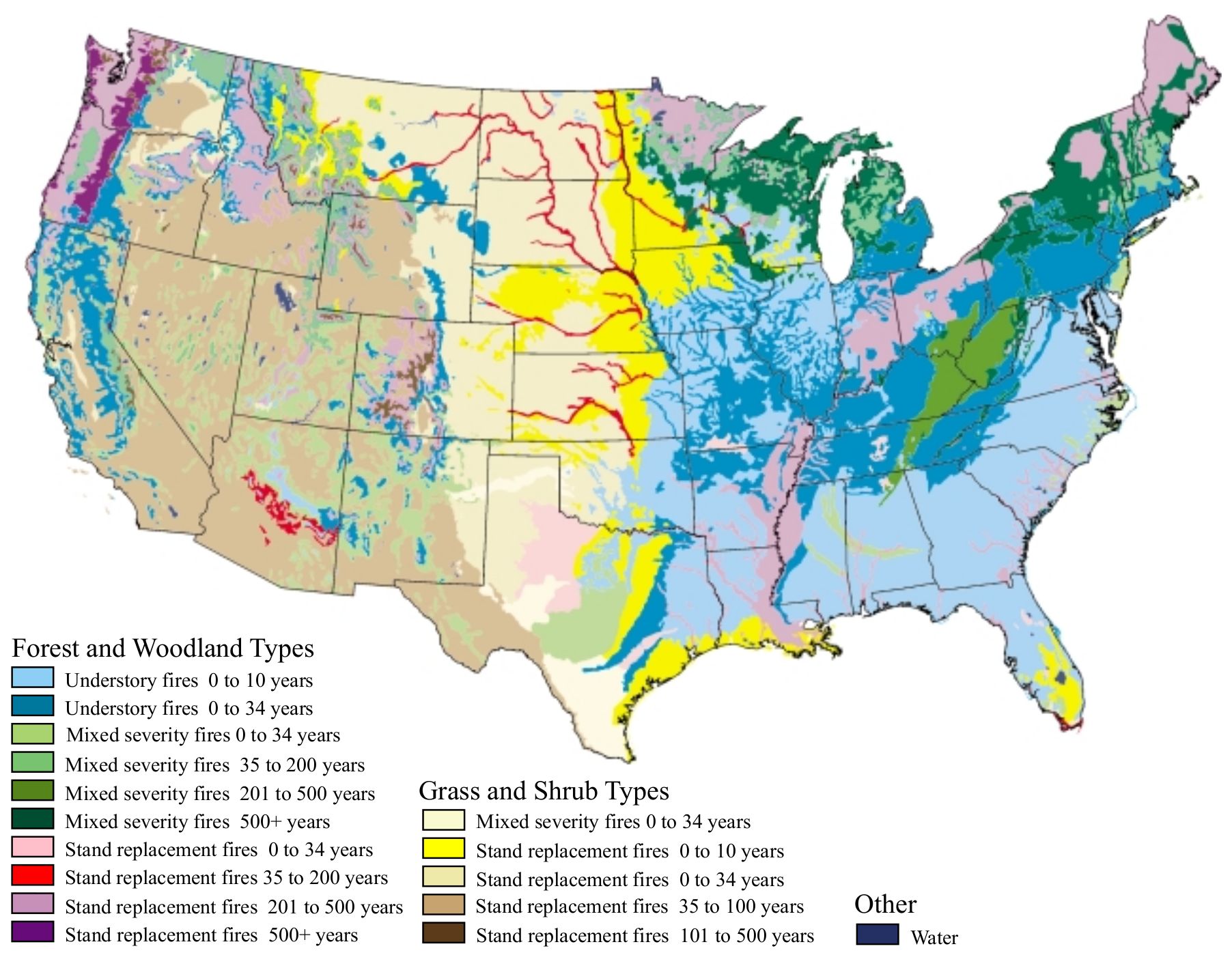
Régimes de feu des plantes des États-Unis. Les savanes ont des régimes de quelques années: zones bleues, roses et vert clair.

Lorsqu'ils ont été rencontrés pour la première fois par les Européens, de nombreux écosystèmes étaient le résultat d'incendies répétés tous les un à trois ans, entraînant le remplacement des forêts par des prairies ou des savanes, ou l'ouverture de la forêt en supprimant les sous-bois. Les sols de Terra preta, créés par combustion lente, se trouvent principalement dans le bassin amazonien, où les estimations de la superficie couverte varient de 0,1 à 0,3%, ou 6 300 à 18900 km² d'Amazonie peu boisée à 1,0% ou plus ,,.
On discute de l'effet des brûlages causés par l'homme par rapport à la foudre dans l'ouest de l'Amérique du Nord. Comme l'a souligné en 1983[Qui ?], 

« Il n'y a aucune preuve solide que les Indiens ont brûlé délibérément de grandes superficies; cependant, la présence d'Indiens a sans aucun doute augmenté la fréquence des incendies, au-dessus des faibles nombres causés par la foudre. Comme on pouvait s'y attendre, l'utilisation des feux indiens a eu son plus grand impact dans les zones locales proches des habitations indiennes,, »

.

## Raisons et avantages de la combustion
Les raisons avancées pour les brulages contrôlés dans les écosystèmes pré-contact sont nombreuses et bien réfléchies. Elles incluent:
- Faciliter l'agriculture en recyclant rapidement les cendres et la biomasse riches en minéraux.
- Augmentation de la production de noix dans les vergers sauvages en assombrissant la couche de sol avec de la litière de feuilles carbonisée, en diminuant l'albédo localisé et en augmentant la température moyenne au printemps, lorsque les fleurs et les bourgeons de noix seraient sensibles aux gelées tardives.
- Favoriser la repousse des plantes alimentaires et utilitaires adaptées au feu en amorçant la germination ou le recépage des graines; les espèces d'arbustes comme l'osier, le saule, le noisetier, le Rubus et d'autres voient leur durée de vie prolongée et leur productivité augmentée grâce à la coupe contrôlée (brûlage) des tiges des branches.
- Faciliter la chasse en dégageant les broussailles et les membres tombés, permettant un passage et une traque plus silencieuse à travers la forêt, ainsi que l'augmentation de la visibilité du gibier, et des avenues dégagées pour les projectiles.
- Faciliter les déplacements en réduisant les ronces, sous-bois et fourrés infranchissables.
- Diminution du risque d'incendies catastrophiques à plus grande échelle qui consomment des décennies de carburant accumulé.
- Augmentation de la population de gibier en créant un habitat dans les prairies ou en augmentant l'habitat du sous-étage de graminées adaptées au feu (en d'autres termes, des pâturages sauvages) pour les cerfs, les lagomorphes, les bisons, les mégafaunes de pâturage éteinte comme les mammouths, les rhinocéros, les camélidés et autres, le presque éteint Tympanuchus; et les populations d'espèces consommatrices de noix comme les rongeurs, la dinde et l'ours et notamment le pigeon migrateur grâce à une production accrue de noix (ci-dessus); ainsi que les populations de leurs prédateurs, c'est-à-dire les lions des montagnes, les lynx, les lynx roux, les loups, etc.
- Augmentation de la fréquence de repousse des plantes alimentaires et médicinales bénéfiques, comme les espèces adaptées au défrichage comme le cerisier, le prunier et autres.
- Diminution des populations de tiques et d'insectes piqueurs en détruisant les stades d'hivernage et les œufs.

Ceci a été considérablement développé dans les recherches récentes sur le texte 1491 de Charles Mann ,,,.

## Impacts de la colonisation européenne
Au moment où les explorateurs européens sont arrivés en Amérique du Nord, des millions d'acres de paysages « naturels » étaient déjà manipulés et entretenus pour l'usage humain,,. Les incendies ont indiqué la présence d'humains à de nombreux explorateurs et colons européens arrivant sur des navires. Dans la baie de San Pedro en 1542, les incendies de chaparral ont fourni ce signal à Juan Rodríguez Cabrillo, et plus tard à d'autres à travers tout ce qui serait appelé Californie.
Dans l'ouest américain, on estime que 184 737 hectares brûlaient chaque année avant la colonisation dans ce qui est maintenant l'Oregon et Washington .
Au XVIIe siècle, les populations autochtones étaient au bord de l'effondrement en raison de l'introduction de maladies européennes (comme la variole) et d'épidémies généralisées (la grippe) contre lesquelles les peuples autochtones n'avaient aucune immunité. De nombreux colons adjacents aux collines déclenchèrent souvent délibérément des feux de forêt et/ou autorisèrent des incendies incontrôlables à « courir librement ». De plus, les propriétaires de moutons et de bovins, ainsi que les bergers et les cow-boys, mettent souvent le feu aux prairies alpines et aux prairies à la fin de la saison de pâturage pour brûler les herbes séchées, réduire les broussailles et tuer les jeunes arbres, ainsi que pour encourager la croissance de nouvelles herbes pour la saison de pâturage d'été et d'automne suivante. Les changements dans les régimes de gestion ont eu des répercussions dans le régime alimentaire des Amérindiens. Les Autochtones étant chassés de leurs terres traditionnelles ou tués, les pratiques traditionnelles de gestion des terres ont été abandonnées.
Au XIXe siècle, de nombreuses nations autochtones avaient été forcées de signer des traités avec le gouvernement fédéral et de s'installer dans des réserves  qui étaient parfois à des centaines de kilomètres de leurs terres ancestrales.
Au tournant du XIXe siècle, les colons ont continué à utiliser le feu pour défricher les broussailles et les arbres afin de créer de nouvelles terres agricoles pour les cultures et de nouveaux pâturages pour les animaux - la variante nord-américaine de la technologie de la culture sur brûlis - tandis que d'autres délibérément ont utilisé le feu pour réduire la menace d'incendies majeurs - la technique dite du « light burning ». Le brûlage léger est également appelé en anglais «Paiute forestry », une référence directe mais péjorative aux habitudes de brûlage des tribus du sud-ouest. Les impacts écologiques des incendies de colons étaient très différents de ceux de leurs prédécesseurs amérindiens. Les incendies naturels (causés par la foudre) diffèrent également par l'emplacement, la saisonnalité, la fréquence et l'intensité des feux indiens.

## Régimes de feu modifiés
Le déplacement des populations autochtones et leurs pratiques de brûlage contrôlé ont entraîné des changements écologiques majeurs. Les attitudes à l'égard du brûlage de type amérindien ont changé ces derniers temps, et de nombreux forestiers et écologistes utilisent à nouveau des brûlages contrôlés pour réduire les accumulations de combustible, modifier la composition des essences et gérer la structure et la densité de la végétation pour des forêts et des parcours plus sains. Certains chercheurs et gestionnaires d'incendie soutiennent que l'adoption de pratiques de brûlage de type amérindien peut s'avérer inefficace pour diverses raisons allant de l'insuffisance des données sur l'efficacité du brûlage amérindien, aux difficultés à s'entendre sur une base écologique « naturelle » pour les efforts de restauration. Les agences et organisations tribales, les restrictions que leur avait imposées les colons en moins, ont également repris leur utilisation traditionnelle des pratiques du feu dans un contexte moderne en réintroduisant le feu dans les écosystèmes adaptés au feu, sur et à côté des terres tribales .